# Epinephelus diacanthus
 Epinephelus diacanthus és una espècie de peix de la família dels serrànids i de l'ordre dels perciformes. Poden assolir fins a 55 cm de longitud total.
Es troba a l'Índic.